# Spekulaas
Speculaas, speculoos ou spekulatius é um tipo de bolacha natalícia originário do condado de Flandres, um território histórico hoje partilhado entre a Bélgica, a França e os Países Baixos.
A massa das speculaas cresce muito pouco, porque só contém um pouco de levedura química, pelo que têm uma estrutura compacta. Fazem-se estas bolachas juntando manteiga com uma combinação típica de especiarias e açúcar mascavado, e juntando depois à mistura a farinha e a levedura química. É importante, na feitura da massa, que a temperatura da mesma não se eleve demasiado depressa. Geralmente deixa-se repousar uma noite em ambiente frio para que o sabor das especiarias impregne toda a massa. Depois dá-se-lhes a forma desejada com moldes tradicionais e coze no forno.
As especiarias que se usam para fazer as speculaas são a principal característica distintiva destas bolachas. Trata-se de uma mistura de canela (8 partes), noz moscada (2), cravo-da-índia (2), gengibre em pó (1), cardamomo (1) e pimenta branca (1).
É um dos doces que acompanham os centros de mesa natalícios nos países do norte de Europa.
Speculaas é feito e consumido principalmente na Bélgica e na Holanda, bem como na Vestfália e na Renânia alemãs, no Luxemburgo e no norte da França. Também é muito popular nos países da antiga Iugoslávia, pois é fabricado pela empresa alimentícia croata Koestlin. Também pode ser encontrado na Indonésia, onde é conhecido como spekulaas ou speculaaskoekjes, e geralmente servido no Natal ou em outras ocasiões especiais.